# 丝毛蓝刺头
丝毛蓝刺头（学名：Echinops nanus）是菊科蓝刺头属的植物。分布于俄罗斯以及中国大陆的新疆等地，生长于海拔1,300米至1,500米的地区，一般生于荒漠，目前尚未由人工引种栽培。
其种加词“nanus”意为“矮小的”。

## 别名
矮蓝刺头